# Haurain

Lage im Landkreis Main-Spessart

Der Haurain ist ein 3,13 km² großes gemeindefreies Gebiet im Landkreis Main-Spessart im bayerischen Spessart mit einer interessanten wechselhaften Geschichte, die dort auf einer Informationstafel und im Internet dargestellt ist. Das Areal ist komplett bewaldet.

## Geographie

### Lage
Das Gebiet liegt an der hessischen Grenze zwischen Lohrhaupten und Frammersbach. Die höchste Erhebung ist der Lohrberg mit 537 m ü. NN.

### Nachbargemeinden
|                    | Gemeinde Flörsbachtal                        | Gemeinde Fellen                                |
|                    | Kompassrose, die auf Nachbargemeinden zeigt  |                                                |
| Markt Frammersbach | Frammersbacher Forst (Gemeindefreies Gebiet) | Ruppertshüttener Forst (Gemeindefreies Gebiet) |